# WhizzKids United
WhizzKids United ist ein Programm, welches HIV- und AIDS-Aufklärung für Kinder und Jugendliche weltweit durch das Medium Fußball vermittelt. WhizzKids United wird von Africaid betrieben, einer im Vereinigten Königreich (Reg. No. 1045461) und Südafrika (Reg. No. 051-379-NPO) registrierten Organisation mit Sitz im südafrikanischen Edendale.

## Hintergrund
WhizzKids United wurde von Marcus McGilvray entwickelt, einem Waliser Fachmann aus der HIV-Krankenpflege. Als Region für die Ausführung des Programmes wurde KwaZulu-Natal gewählt, da die Provinz mit geschätzten 25 Prozent in der Altersgruppe der 15- bis 49-Jährigen noch bis heute die höchste Rate an HIV-Infizierten in Südafrika aufweist.
Im Jahr 2006 fanden schließlich die ersten Tätigkeiten im Township Edendale in der Nähe von Pietermaritzburg statt, welche anschließend innerhalb KwaZulu-Natals auf die Townships Umlazi und Jozini erweitert wurden. Wenig später wurde das Programm zudem auf Rustenburg in der Provinz Nordwest und einige Gebiete im Western Cape ausgeweitet. Die Organisation Africaid betreibt zusätzlich weitere Programme in Ghana, Uganda, Australien und dem Vereinigten Königreich, wobei bei letzterem Standort einige Jugendmannschaften diverser englischer Premier-League-Vereine als Partner von WhizzKids United fungieren.

## Programmüberblick
WhizzKids United ist ein Programm, welches sich vornehmlich auf HIV-Prävention für Schüler der sechsten und siebten Klasse bezieht und in drei Hauptbausteine unterteilt ist, nämlich On the Ball, Peer-Education und die Health Academy.
On the Ball ist eine achtstündige Unterrichtseinheit, in der die Schüler anhand des Mediums Fußball verschiedene Übungen machen, die sie auf das alltägliche Leben übertragen sollen und somit ihr Verantwortungsbewusstsein schulen sowie sich über die Risiken und Gefahren der Immunschwächekrankheit bewusst werden. Der Fußballsport selbst ist hierbei als Metapher des normalen Lebens zu sehen.
Nachdem diese Unterrichtseinheiten abgeschlossen sind, folgen weitere Workshops, welche sich ausschließlich mit der sexuellen Gesundheit auseinandersetzen. Hierbei werden einige ausgewählte Kinder selbst als HIV- und AIDS-Experten ausgebildet und sollen somit die speziellen Ansprechpartner für ihre Mitschüler sein, um verschiedene Unklarheiten aus dem Weg zu räumen.
Der dritte Baustein von WhizzKids United ist die so genannte Health Academy, wovon die erste ihrer Art am 1. Juni 2010 in Edendale eröffnet wurde. Die Health Academy ist eine Klinik, welche sich auf die sexuelle Gesundheit fokussiert hat und ausschließlich Jugendliche betreut. Diese haben hier die Möglichkeit, kostenlose HIV-Tests zu machen, und bekommen Unterstützung in anderen sozialen Problembereichen.

## Kooperation mit Football for Hope
Seit 2007 ist Africaid’s WhizzKids United eines der Mitglieder der in Deutschland ansässigen Organisation streetfootballworld. Diese vernetzen seit 2002 relevante Akteure im Feld Entwicklung durch Sport, mit dem Ziel einer Förderung globaler Partnerschaften.
Eine strategische Allianz zwischen FIFA und streetfootballworld bildet schließlich die Football-for-Hope-Bewegung, bei der WhizzKids United im Juli 2010 am Football for Hope Festival 2010 in Alexandra teilnahm, einer offiziellen Veranstaltung im Rahmen der FIFA-Fußball-Weltmeisterschaft 2010. Im August 2010 ernannte die FIFA die in Edendale ansässige Health Academy als eines der 20 Centres for 2010.